# Choiroblemma
Choiroblemma là một chi nhện trong họ Tetrablemmidae.